# Sabrina Boss
Sabrina Boss (* 23. März 2005) ist eine Schweizer Leichtathletin, die sich auf den Speerwurf spezialisiert hat.

## Sportliche Laufbahn
Erste internationale Erfahrungen sammelte Sabrina Boss im Jahr 2022, als sie bei den U18-Europameisterschaften in Jerusalem mit einer Weite von 43,85 m den zehnten Platz belegte. Im Jahr darauf wurde sie bei der 1. Liga der Team-Europameisterschaft im Rahmen der Europaspiele in Chorzów mit 46,54 m 16. Anschliessend belegte sie bei den Europameisterschaften in Jerusalem mit 48,18 m den siebten Platz. 2024 belegte sie bei den U20-Weltmeisterschaften in Peru den siebten Platz mit einer Finalweite von 49,71 m und im Jahr darauf verpasste sie bei den U23-Europameisterschaften in Bergen mit 48,63 m den Finaleinzug.
In den Jahren 2023 und 2024 wurde Boss Schweizer Meisterin im Speerwurf.